# Rjúkjú-szigeteki vaddisznó
A rjúkjú-szigeteki vaddisznó (Sus scrofa riukiuanus) az emlősök (Mammalia) osztályának párosujjú patások (Artiodactyla) rendjébe, ezen belül a disznófélék (Suidae) családjába tartozó vaddisznó (Sus scrofa) egyik alfaja.

## Előfordulása
A rjúkjú-szigeteki vaddisznó előfordulási területe a Japántól délkeletre fekvő Rjúkjú-szigetek némelyikén van. Mivel nagymértékben vadásszák és az élőhelye igen kicsi, a Természetvédelmi Világszövetség (IUCN) veszélyeztetett fajnak minősíti a szóban forgó állatot.

## Megjelenése
A kistestű vaddisznóalfajok egyike.

## Fordítás
- Ez a szócikk részben vagy egészben  a   Wild boar című angol Wikipédia-szócikk ezen változatának fordításán alapul.  Az eredeti cikk szerkesztőit annak laptörténete sorolja fel. Ez a jelzés csupán a megfogalmazás eredetét és a szerzői jogokat jelzi, nem szolgál a cikkben szereplő információk forrásmegjelöléseként.